# Halmstads Fastighets AB
Halmstads Fastighets AB (HFAB) är ett allmännyttigt bostadsbolag bildat 1942 i Halmstads stad.

## Bolagets historia
Då det under 1940-talet inte byggdes så många nya hyreshus, vare sig i Halmstad eller i övriga landet, beslutade Halmstads stadsfullmäktige enhälligt att den 26 februari 1942 bilda ett eget bolag för byggnadsverksamhet med syftet att snabbt få bukt med bostadsbrist och bli av med gamla dåliga bostäder. Halmstads Bostadsaktiebolag var bildat och inom kort omdöpt till Halmstads Fastighets AB.

### 1942-1965 - De första åren
Från början fick enskilda byggfirmor uppdraget att bygga husen åt HFAB. 1943 stod bolagets första hyresprojekt färdigt på Engelbrektsgatan vid nuvarande Sturegymnasiet och kvarteret fick namnet "Framtiden". Detta samt F14:s "Flygarebostäder" byggdes av AB Skånska Cementgjuteriet. Kvarteret Framtiden präglas av uppbrutna former där byggnaderna består av dels fristående punkthus på rad, dels ett långt smalhus. Liknande bostadshus fanns inte tidigare i Halmstad. Byggnadernas arkitektoniska uttryck är avskalat, geometriskt och minimalistisk. Enligt den nationella målsättningen byggdes i huvudsak tvårumslägenheter.
Efter beslut från Stadsfullmäktige 1947 började HFAB bygga bostäder i egen regi. Det första egna projektet blev Vårhemsområdet uppe på Rotorp strax väster om centrum. Arbetet påbörjades 1948 och projektet på Rotorp följdes av ytterligare nyproduktioner på Snöstorpsvägen och Lokföraregatan. På Lokföraregatan fick HFAB sitt första kontor. Nästa stora bygge var Klackerup på öster och Linehed och Maratonvägen. Nu byggde inte HFAB bara lägenheter, utan även egnahemsvillor på Gustafsfält. 1964 stod HFAB:s och Halmstads högsta hus färdigbyggt, ett 10-våningshus mellan Fredsgatan-Muraregatan-Snöstorpsvägen.

#### Debatten om eventuella byggfördelar på 1950-talet
De privata byggbolagen kritiserade det faktum att HFAB tog hela kommunala byggkvoten åt sig själva, men endast 112 av de 375 lägenheter i kvoten för 1948 byggdes av bolaget. I början av 1950-talet fördes en hätsk debatt i ortstidningarna om att kommunala HFAB hade byggfördelar, men när bolaget kunde redovisa att de kunde bygga billigare än de privata byggbolagen, både vad det gällde kubikmeterpriskostnad och kvadratmeterpris per lägenhetsyta, så tystnade kritiken. I december 1959 hade HFAB 4 681 lägenheter.

### 1965-1975 - Miljonprogrammet
Staden växte och utrymmet för nya bostadsområde behövdes, men begränsades av militära anläggningar i norr, Söndrums kommun i väster och Snöstorps kommun i öster. En sammanslagning av hela Snöstorps/Simlångsdalens kommun 1 januari 1967 löste problemet.

#### Området Andersberg

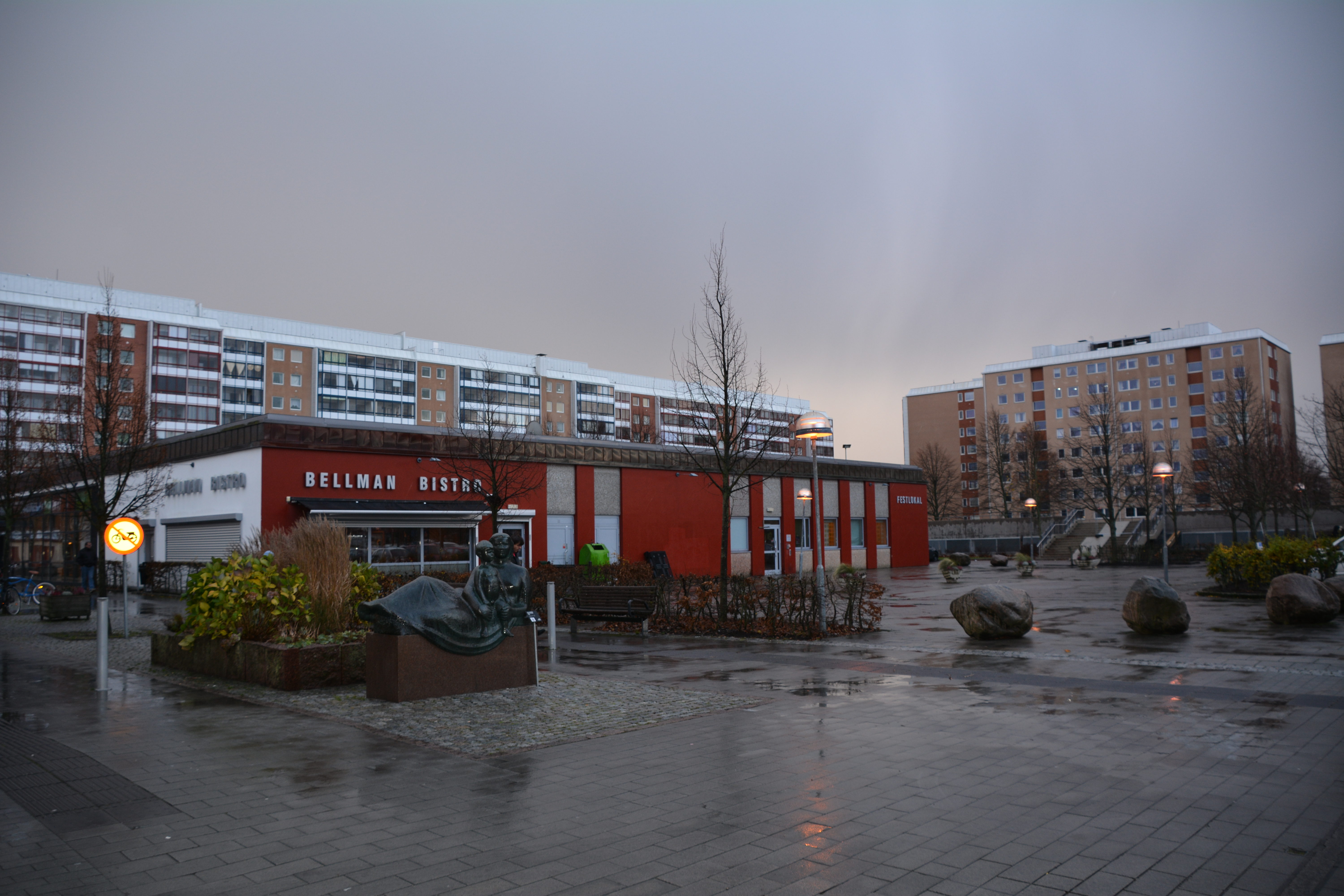
Andersbergs centrum

Bostadsområdet Andersberg var HFAB:s första etapp i det så kallade Miljonprogrammet (1965-1975) som för Halmstads del inleddes under andra hälften av 1960-talet. I det nya bostadsområdet byggdes på fem år 1 880 hyresrätter samt skola och köpcentrum. Bostäderna var tänkta för barnfamiljer, vilket märks i planeringen av den yttre miljön. De flesta lägenheterna byggdes som treor och fyror, vilket var betydligt större än i det äldre fastighetsbeståndet. De flesta av husen är 9- och 3-våningshus med enorma P-däck, garage och parkeringsplatser, då det räknades med att varje lägenhet skulle ha 1,5 bilar.
1970 uppfördes det sista huset i Andersbergs miljonprogram och idag är cirka två tredjedelar av lägenheterna på Andersberg i HFAB:s ägo, där ”Terrasshusen” är ett landmärke vid södra infarten till Halmstad.

#### Området Vallås
Efter Andersberg följde etableringen av Vallås som är HFAB:s största bostadsområde med cirka 1 400 lägenheter. Planerarna separerade trafiken från bostadsområdet genom att dra bussgator åt kollektivtrafiken genom Vallås. Det billiga byggandet gjorde också att staten tilldelade en kvot på 200 extra lägenheter som byggdes här.

### 1970-talet - Ytterligare områden och kommunreformen
Den landsomfattande kommunsammanslagningen 1974 innebar att de allmännyttiga bolagen och stiftelserna i de före detta kommunerna kring centralorten, bland annat Söndrum, Getinge och Oskarström, kom att ingå i Halmstads Fastighets AB. HFAB:s bestånd ökade i och med detta med 839 hyresrätter och bolaget förvaltade därmed 7 173 lägenheter.
I slutet av 1970-talet uppfördes områdena Nyhem och Frennarp och 1979 hade bolagets lägenhetsantal ökat till 7 807 lägenheter.

#### 1971 - Årets stad
1971 korades Halmstad till Årets stad som arrangerades av tidningen Expressen på 1960- och 70-talet, där initiativtagaren Olle Bengtzon (1919 - 2009) ville ge uppmärksamhet åt "beröm- och belöningsvärt bostads- och samhällsbyggande" i landet.

### 1980 & 90-talet - Nya dotterbolag och ytterligare områden

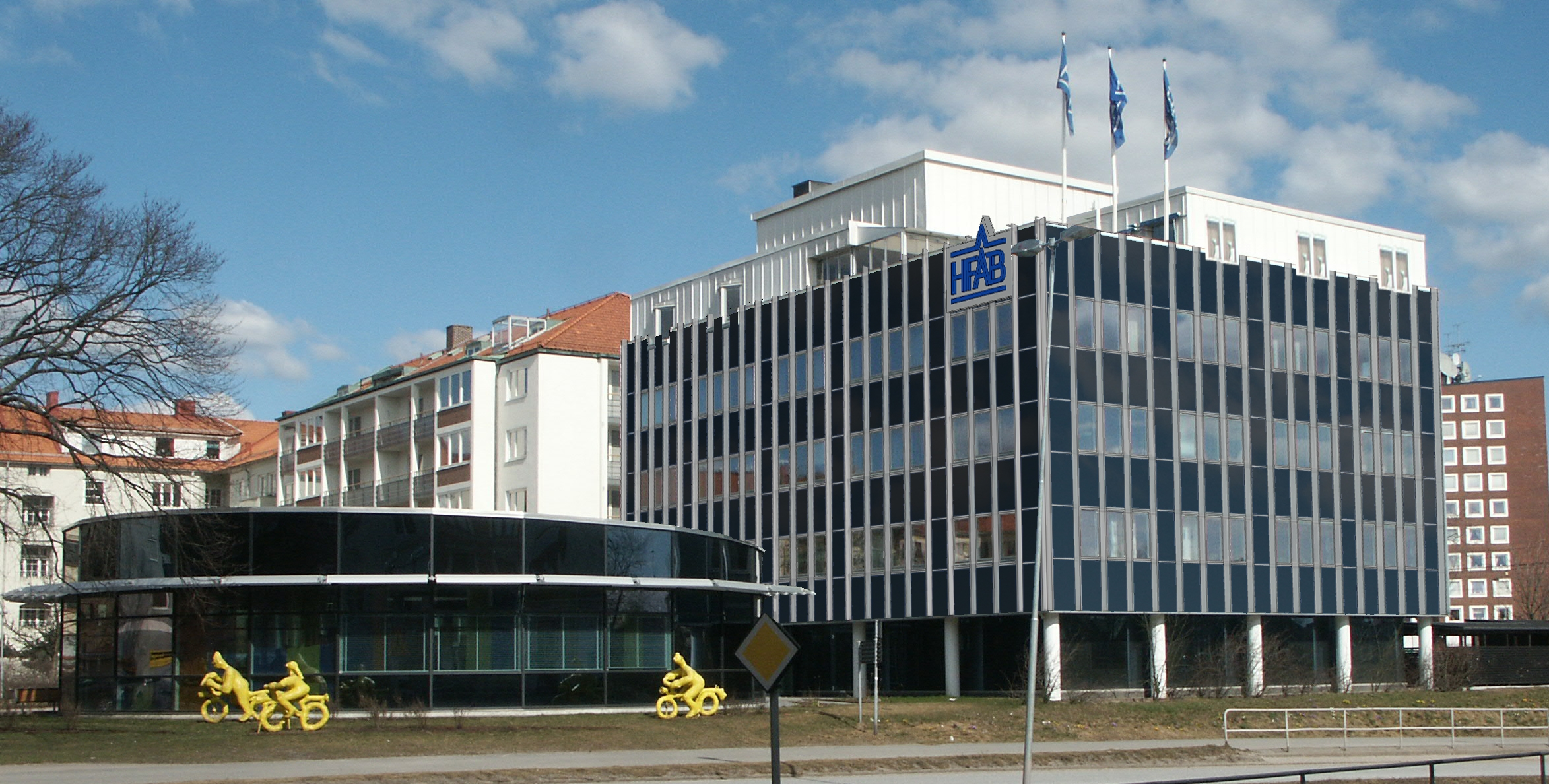
Halmstads Fastighets AB:s huvudkontor

1982 flyttades HFAB:s huvudkontor till nuvarande adress, i tidigare Lion Ferrys 5-vånings kontorshus på Fredrik Ströms Gata 6.
1987 bildades Nissabyggen AB - ett fristående bolag som skulle upphandla byggprojekt när de förmånliga statliga lånen för byggnation försvann. 
Nybyggen på 1980-talet var exempelvis, Landfästet, Bäckagård och Fyllinge samt servicehus på Nyhem och vid Lilla Torg.

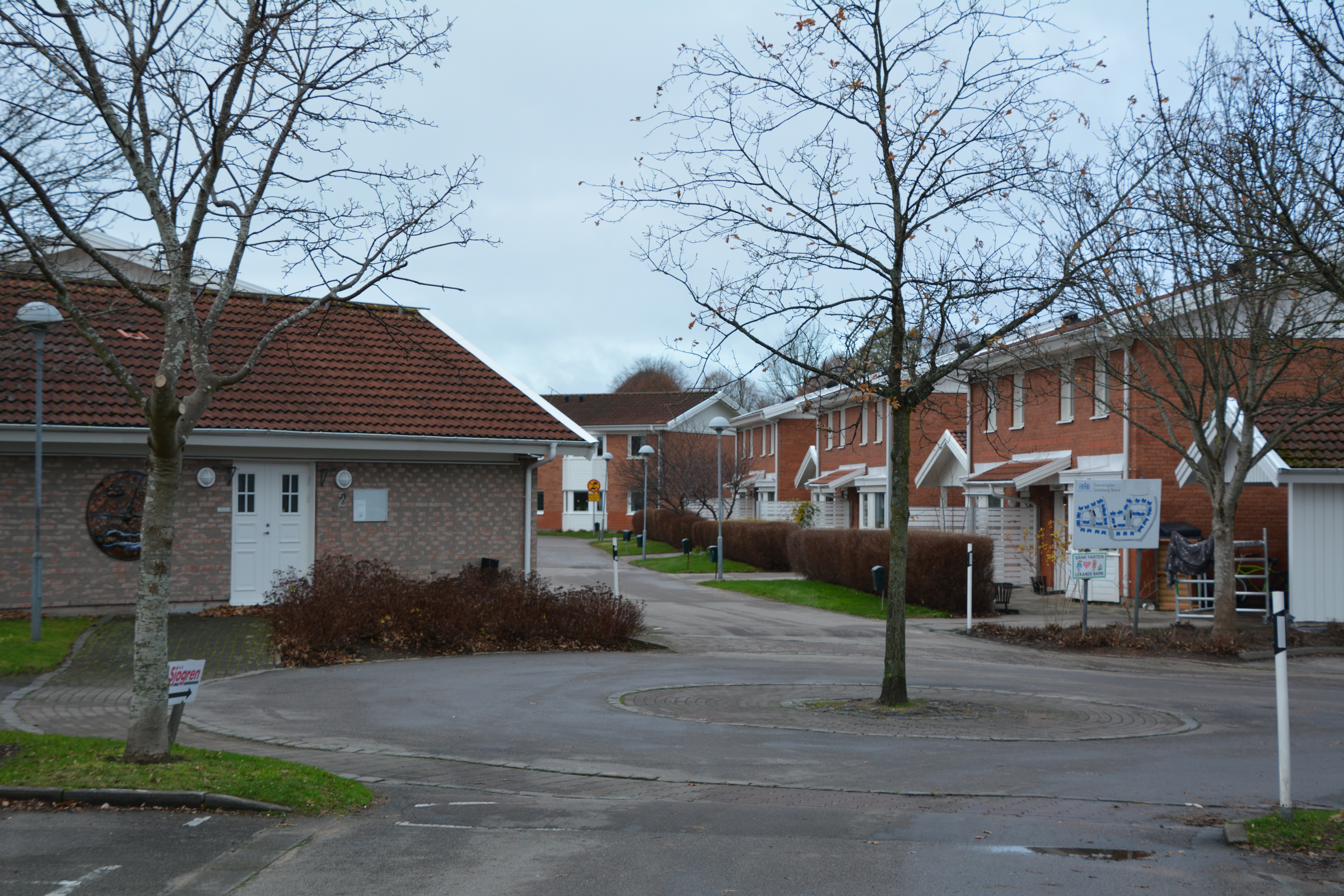
Hus i Sofieberg

Under slutet av 1980-talet och början av 1990-talet var nyproduktionen omfattande. Även studentbostäder uppfördes, i kvarteret Gråstenen, för att tillgodose Högskolans ökande elevantal.
I början av 1990-talet uppfördes låghusområdet Sofieberg intill  Kärleken.
Under 1990-talet delades bolaget upp i flera dotterbolag. Boendeservice bildades 1994 för att ta hand om fastighetsskötseln, men såldes redan 1996 och även Nissabyggen AB såldes 1993. 1999 förvaltade HFAB 10 241 lägenheter.

### 2000-talet - Nissastrand och Terrasshusen
På 2000-talet byggde HFAB nya hus på Vårhem, precis intill där man en gång började sitt husbyggande och i den nya stadsdelen Gamletull blev ett nytt studentkvarter - kvarteret Jakten - klart 2001. I slutet av 2005 sålde företaget 867 av sina lägenheter i staden.
Andersberg får ett par av sina gamla trevåningshus helt ombyggda. Endast betongskalet sparas och det byggs uppåt med ytterligare två våningar och därför tillkommer det 128 lägenheter och 64 platser för äldreboende i de så kallade "Terrasshusen". 
Under 2013 färdigställs tre Kombohus vid skolan på Sofieberg.

#### Nissastrand
På Nissastrand, som ligger på tomten för gamla Albany Nordiskafilt AB vid Gamletull, stod HFAB:s kvarter ”Jubilaren” klart 2007. Kvarteret Järneken blev klart 2012 och grannkvarteret Jordmånen färdigställdes 2014. Jordmånens 154 lägenheter är utformade av Hyresgästföreningens dåvarande förbundsordförande Barbro Engman, Kurt Eliasson från SABO, Åsa Gessle och arkitekten Gert Wingårdh med målet att skapa funktionella och prisvärda lägenheter där hyrorna inte fick sticka iväg.
HFAB fortsätter bygga vid Nissastrand och sommaren 2016 beräknas 51 smålägenheter stå klara.

## Bostadsbestånd
| Antal lägenheter, utveckling | Antal lägenheter, utveckling | Antal lägenheter, utveckling | Antal lägenheter, utveckling | Antal lägenheter, utveckling |
| --- | ---------------------------- | ---------------------------- | ---------------------------- | ---------------------------- |
| |                              |                              |                              |                              |
| År |                              |                              | Lägenheter                   |                              |
| 1942 | 1942                         |                              | 12                           | 12                           |
| 1952 | 1952                         |                              | 470                          | 470                          |
| 1962 | 1962                         |                              | 2 205                        | 2 205                        |
| 1972 | 1972                         |                              | 6 055                        | 6 055                        |
| 1982 | 1982                         |                              | 8 191                        | 8 191                        |
| 1992 | 1992                         |                              | 9 877                        | 9 877                        |
| 2002 | 2002                         |                              | 10 518                       | 10 518                       |
| 2012 | 2012                         |                              | 9 771                        | 9 771                        |
| Källa: Eriksson, Göran (1992). Halmstad i bilder : HFAB 50 år : 1942-1992. Halmstad: Göran Eriksson. ISBN 91-630-1386-X, - hfab.se, Bostadsbestånd 2012 och - hfab.se, Årsredovisning 2014, sid 11. |                              |                              |                              |                              |

### Bostadsbestånd idag (2014)
HFAB har idag (2014) 9950 hyresrättslägenheter för uthyrning. Bolaget har dessutom ca. 700 studentbostäder, ca 300 lokaler samt seniorboenden och servicehus.
HFAB:s bostadsområden finns i hela Halmstads kommun. Bland annat i bostadsområdena Nissastrand, Rotorp, Nyhem, Andersberg, Vallås, Frennarp, Sofieberg, Fyllinge och Bäckagård.
Runt Halmstad äger HFAB lägenheter i drygt 10 tätorter; Oskarström, Slättåkra, Kvibille, Getinge, Harplinge, Haverdal, Gullbrandstorp, Simlångsdalen, Åled, Sennan, Tönnersjö, Eldsberga och Trönninge.
HFAB genomför och planerar för nybyggnationer de kommande åren i bland annat Harplinge, Sofieberg, Söder, Järneken och det centralt belägna kvarteret Kemisten (Lundgrens trädgårdar, före detta Lundgrens Gjuteri).

## Offentlig utsmyckning och parker
HFAB har finansierat ett antal offentliga konstverk och parker i anslutning till sina bostadsområden.

### Offentlig utsmyckning
| Titel                                  | Konstnär(er)             | Årtal | Beskrivning                                  | Typ - material        | Plats Koordinater                                                                                     | Bild                                   |
| -------------------------------------- | ------------------------ | ----- | -------------------------------------------- | --------------------- | --- | -------------------------------------- |
| Cyklisterna                            | Annika Simonsson         | 1998  | Fyra cyklande figurer på cykel               | Plast                 | Viktoriagatan, utmed HFAB:s kontorsfasad. (2012/13 placering: Mjellby konstmuseum) 56.67226, 12.86424 | Cyklisterna                            |
| Mor och barn                           | Stig Blomberg            | 1969  | Mor och barn                                 | Skulptur - Brons      | Andersbergs Centrum koordinater saknas                                                                | Mor och barn                           |
| Gris på rymmen                         | Lars Lindekrantz         |       |                                              |                       | HFAB:s bostadskvarter Klotet koordinater saknas                                                       | Gris på rymmen                         |
| Utsmyckning av bostadskvarteret Klotet | Thomas Frisk             |       | Pelare, sittbänk, mark- och väggutsmyckning. |                       | HFAB:s bostadskvarter Klotet koordinater saknas                                                       | Utsmyckning av bostadskvarteret Klotet |
| Kattflickan                            | Eva Berggren             |       |                                              |                       | HFAB:s bostadskvarter Klotet koordinater saknas                                                       | Kattflickan                            |
| Oasen                                  | Peter Mandl              |       |                                              |                       | HFAB:s bostadskvarter Klotet koordinater saknas                                                       | Oasen                                  |
| Pegasus (Hästen)                       | Bertil Lundberg          |       |                                              |                       | HFAB:s bostadskvarter Maratonvägen koordinater saknas                                                 | Pegasus (Hästen)                       |
| Utsmyckning 1990-1993                  | Barbro Jönsson Jan Åberg |       |                                              | Målning               | HFAB:s bostadskvarter Sofieberg koordinater saknas                                                    | Utsmyckning 1990-1993                  |
| Stenkupor                              | Okänd                    |       |                                              |                       | HFAB:s bostadskvarter Bäckagård koordinater saknas                                                    | Stenkupor                              |
| Djävulsfontän                          | Günther Teutsch          |       |                                              | Brons                 | HFAB:s bostadskvarter Jakten på Nissastrand koordinater saknas                                        | Djävulsfontän                          |
| Stadsharar                             | Inger Noah Ljungberg     |       |                                              |                       | HFAB:s bostadskvarter Järneken på Nissastrand. koordinater saknas                                     | Stadsharar                             |
| Pi                                     | Carolina Falkholt        | 2013  | Väggmålning.                                 | Graffiti / street art | HFAB:s studentbostadshus Jakten vid Stadsbiblioteket. koordinater saknas                              | Pi                                     |

### Parker
- Solrosparken på Vallås
- Halmstad Arena Skatepark vid Halmstad Arena